# Murray Lake
Murray Lake är en sjö i Kanada.   Den ligger i provinsen Manitoba, i den centrala delen av landet, 2 100 km nordväst om huvudstaden Ottawa. Murray Lake ligger 293 meter över havet. Arean är 0,56 kvadratkilometer. Den ligger vid sjön Thompson Lake. Den sträcker sig 0,9 kilometer i nord-sydlig riktning, och 1,1 kilometer i öst-västlig riktning.
I omgivningarna runt Murray Lake växer i huvudsak barrskog. Trakten runt Murray Lake är nära nog obefolkad, med mindre än två invånare per kvadratkilometer.